# Emir Korubeyi
Emir Korubeyi (* 21. Juni 1990 in Istanbul) ist ein türkischer Fußballtorhüter.

## Karriere
Korubeyi kam im Istanbuler Stadtteil Zeytinburnu auf die Welt und begann hier in der Nachwuchsabteilung des Bezirksklubs Yenidoğan Güneşspor mit dem Vereinsfußball. 2003 wechselte er dann in die Nachwuchsabteilung des berühmtesten Sportvereins seines Viertels, in des ehemaligen Erstligisten Zeytinburnuspor. 2005 kehrte er zu Yenidoğan Güneşspor zurück und heuerte ein Jahr später bei Kasımpaşa Istanbul an. Seine Profikarriere begann er 2009 beim Drittligisten Denizli Belediyespor. Nachdem er hier über die Reservistenrolle nicht hinauskam, wechselte er 2011 zum Drittligisten Fethiyespor. Hier verweilte Korubeyi nur eine Saison und spielte anschließend für eine Reihe von Viert- und Drittligisten.
Zur Saison 2014/15 wechselte Korubeyi in die TFF 1. Lig zum südtürkischen Vertreter Gaziantep Büyükşehir Belediyespor.